# Seb Palmer-Houlden
Sebastian „Seb“ Palmer-Houlden (* 12. Mai 2004 in Bristol) ist ein englischer Fußballspieler, der bei FC Gillingham in der EFL League Two unter Vertrag steht.

## Karriere
Seb Palmer-Houlden wurde in jungen Jahren von Bristol City entdeckt und war seit seinem achten Lebensjahr Teil der Jugendakademie. Im Mai 2022 unterzeichnete er seinen ersten Profivertrag bei dem Verein. Zu Beginn der Saison 2022/23 verbrachte er einen Monat auf Leihbasis bei Chippenham Town in der National League South und kam fünfmal zum Einsatz. Nach seiner Rückkehr nach Bristol wurde sein Vertrag im September 2022 um zwei Jahre verlängert. Von Februar bis Mai 2023 spielte Palmer-Houlden auf Leihbasis für Yeovil Town in der National League. Im Juli 2023 wurde Palmer-Holden im Rahmen eines Trainingslagers zur Saisonvorbereitung in Österreich in den Kader der ersten Mannschaft von Bristol City aufgenommen. Sein Vertrag mit dem Verein wurde daraufhin um ein weiteres Jahr verlängert.
Im Juli 2023 wechselte Palmer-Houlden für eine Saison als Leihspieler zum AFC Newport County, der am Spielbetrieb der vierten englischen Liga teilnahm. Sein Ligadebüt gab Palmer-Houlden am 5. August 2023, als er in der Startelf bei einer 0:3-Niederlage gegen Accrington Stanley stand. Drei Tage später erzielte der Stürmer sein erstes Tor für Newport bei einem 3:1-Sieg in der ersten Runde des EFL Cup gegen Charlton Athletic. Wiederum vier Tage später traf er auch erstmals in der Liga beim 4:0-Heimsieg gegen die Doncaster Rovers. Anfang September 2023 fiel er wegen einer Oberschenkelverletzung für drei Monate aus. Im Februar 2024 unterzeichnete er einen neuen Vertrag bis 2027 in Bristol, nachdem er in 28 Einsätzen in allen Wettbewerben für Newport sieben Tore erzielt hatte. Die Saison beendete Palmer-Houlden mit 42 Einsätzen in allen Wettbewerben und neun erzielten Toren, womit er hinter Will Evans der 25 mal traf zweitbester Torjäger der Mannschaft war. Im April 2024 wurde Palmer-Houlden in Newport zum „Young Player of the Year“ gewählt.
Im Juni 2024 wechselte Palmer-Houlden für eine Saison auf Leihbasis zum schottischen Erstligisten FC Dundee. Palmer-Houlden gab sein Pflichtspieldebüt am 16. Juli, als er bei einem 2:0-Auswärtssieg gegen den FC Arbroath im schottischen Ligapokal für Curtis Main eingewechselt wurde. In der darauffolgenden Woche traf er im gleichen Wettbewerb gegen Annan Athletic erstmals für Dundee. Vier Tage später erzielte Palmer-Houlden im Ligapokal seinen ersten Doppelpack bei einem 6:0-Sieg gegen Inverness Caledonian Thistle. Palmer-Houlden erzielte sein erstes Ligator für „Dee“ beim Ligaauftakt im Dundee Derby das 2:2 gegen den Lokalrivalen Dundee United endete.
Nach seiner Leihe nach Schottland wechselte Palmer-Houlden zum FC Gillingham.